# Olneya
Olneya es un género monotípico de plantas fanerógamas perteneciente a la familia Fabaceae.  Su única especie, Olneya tesota, es nativa de México. Posee flores de color blanco a rosa. Se distribuye, en México, en los estados de Sonora, Sinaloa y la Península de Baja California. En Estados Unidos, en el sur de California y Arizona.  Su madera se utiliza en México para la elaboración de las apreciadas artesanías de palo fierro.

## Etimología
El género debe su nombre a Stephen Thayer Olney (1812-1878), más conocido por sus trabajos sobre el  género Carex.

## Galería

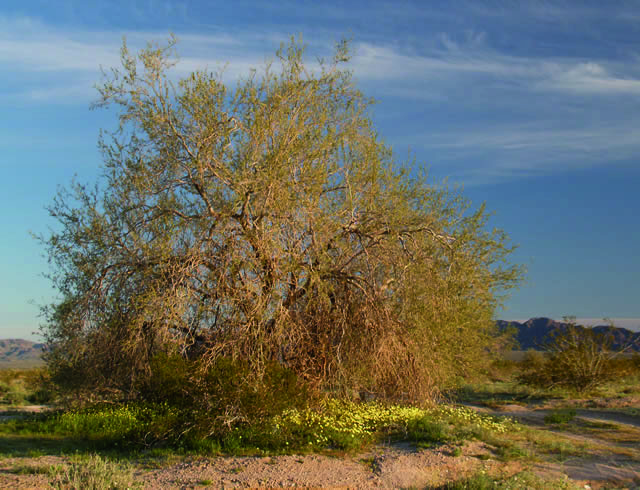
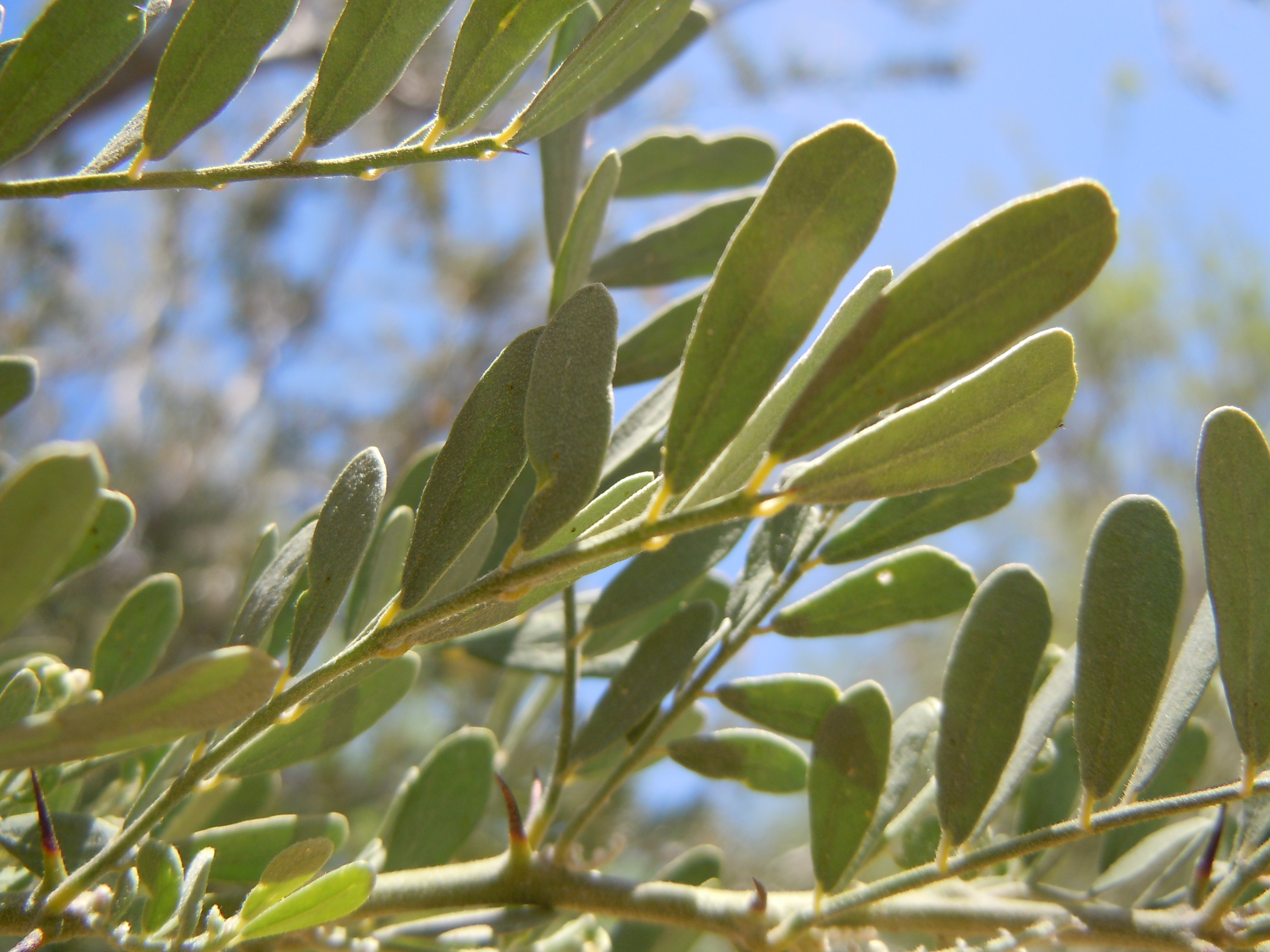
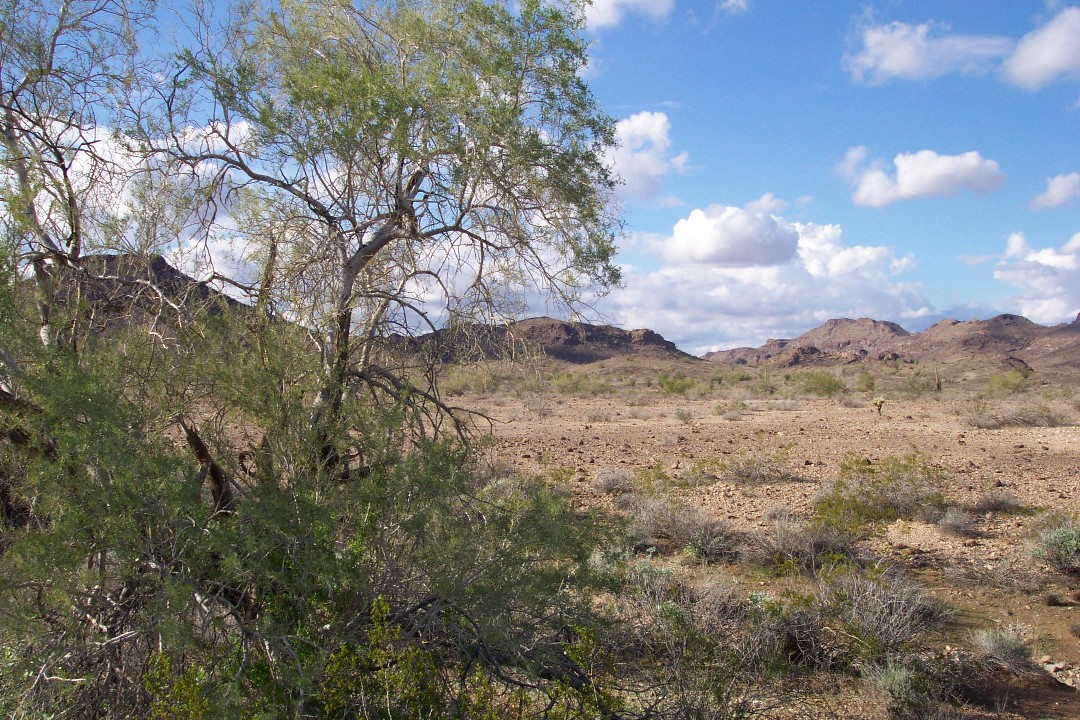
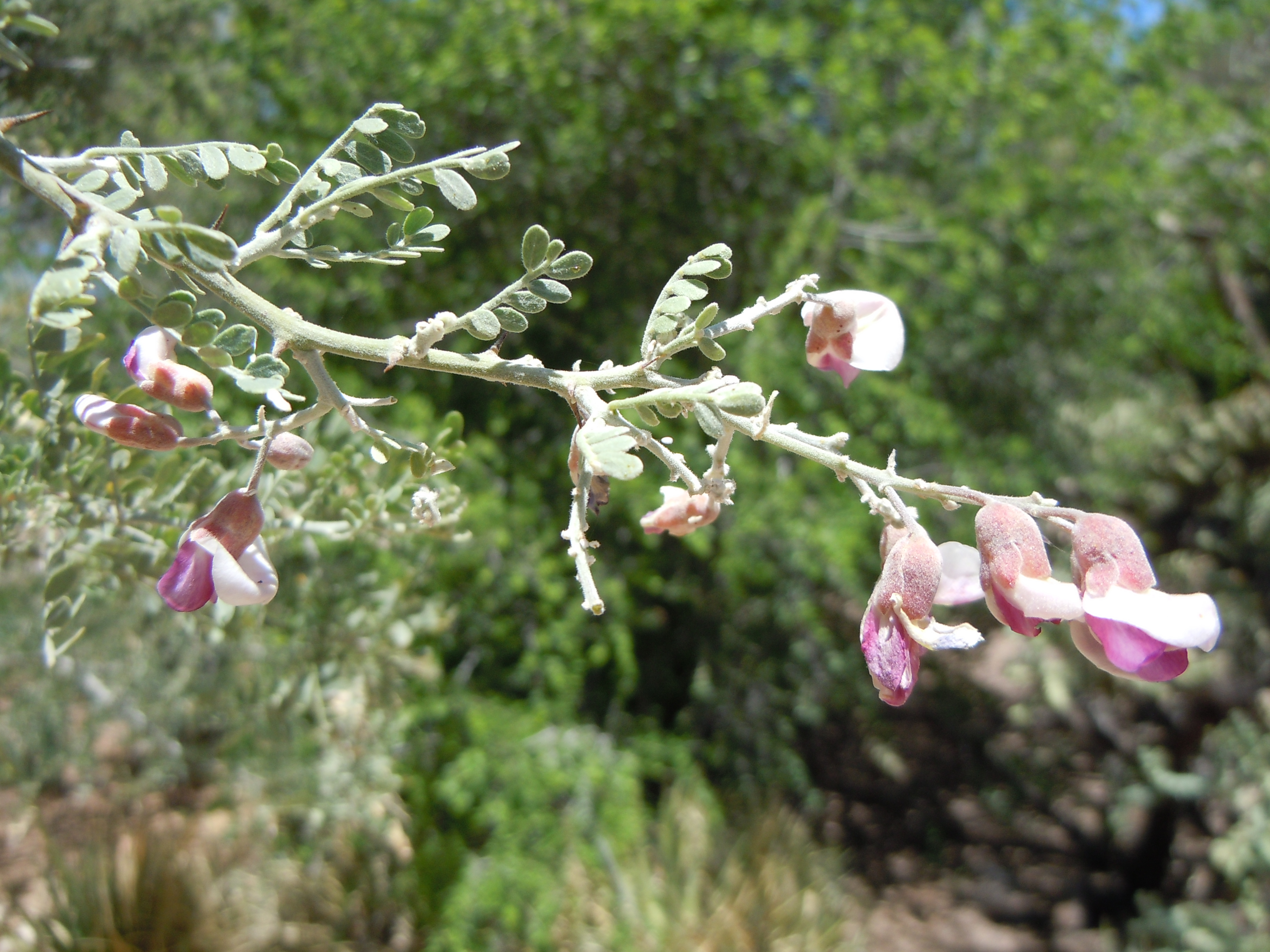
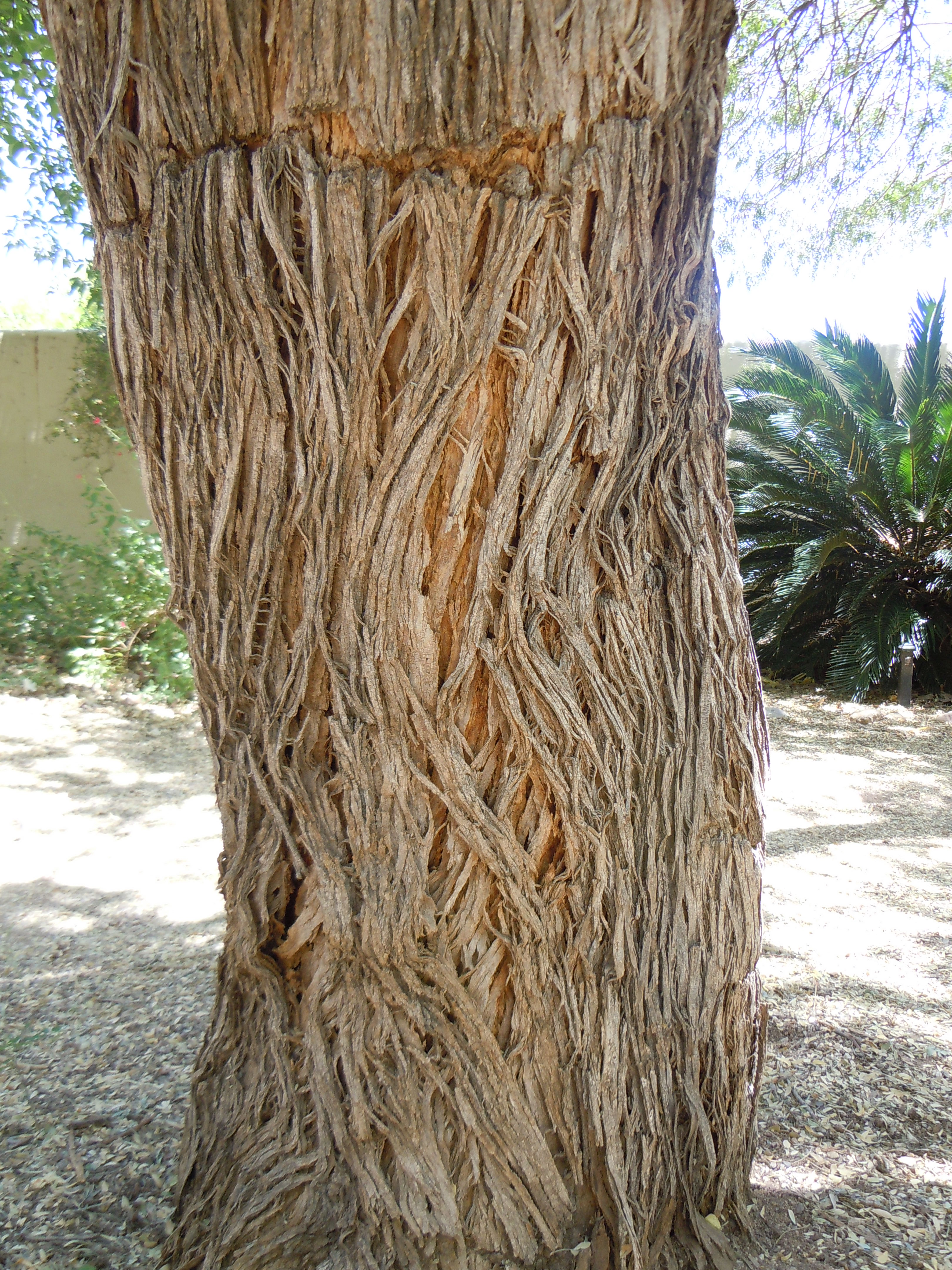
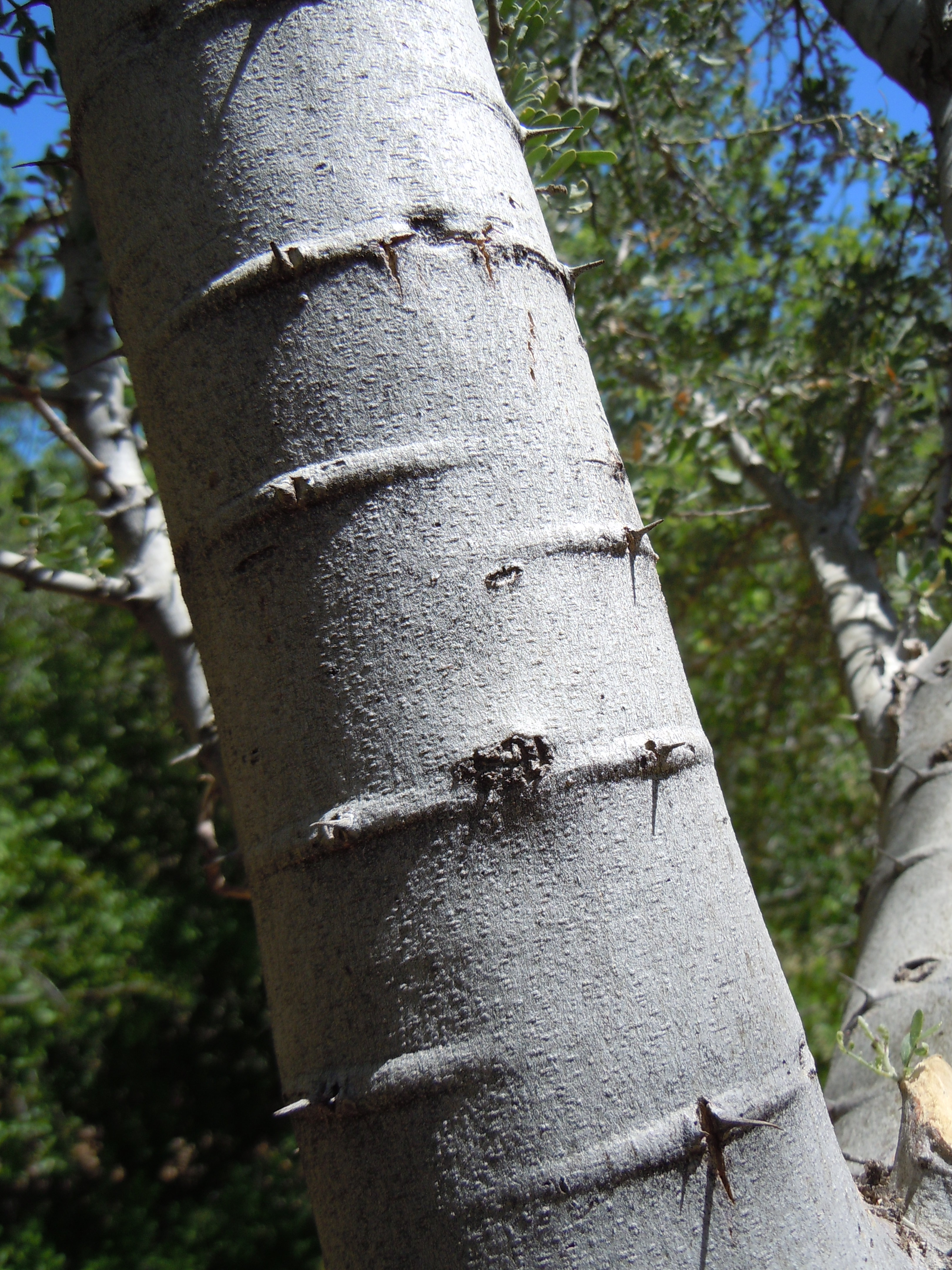
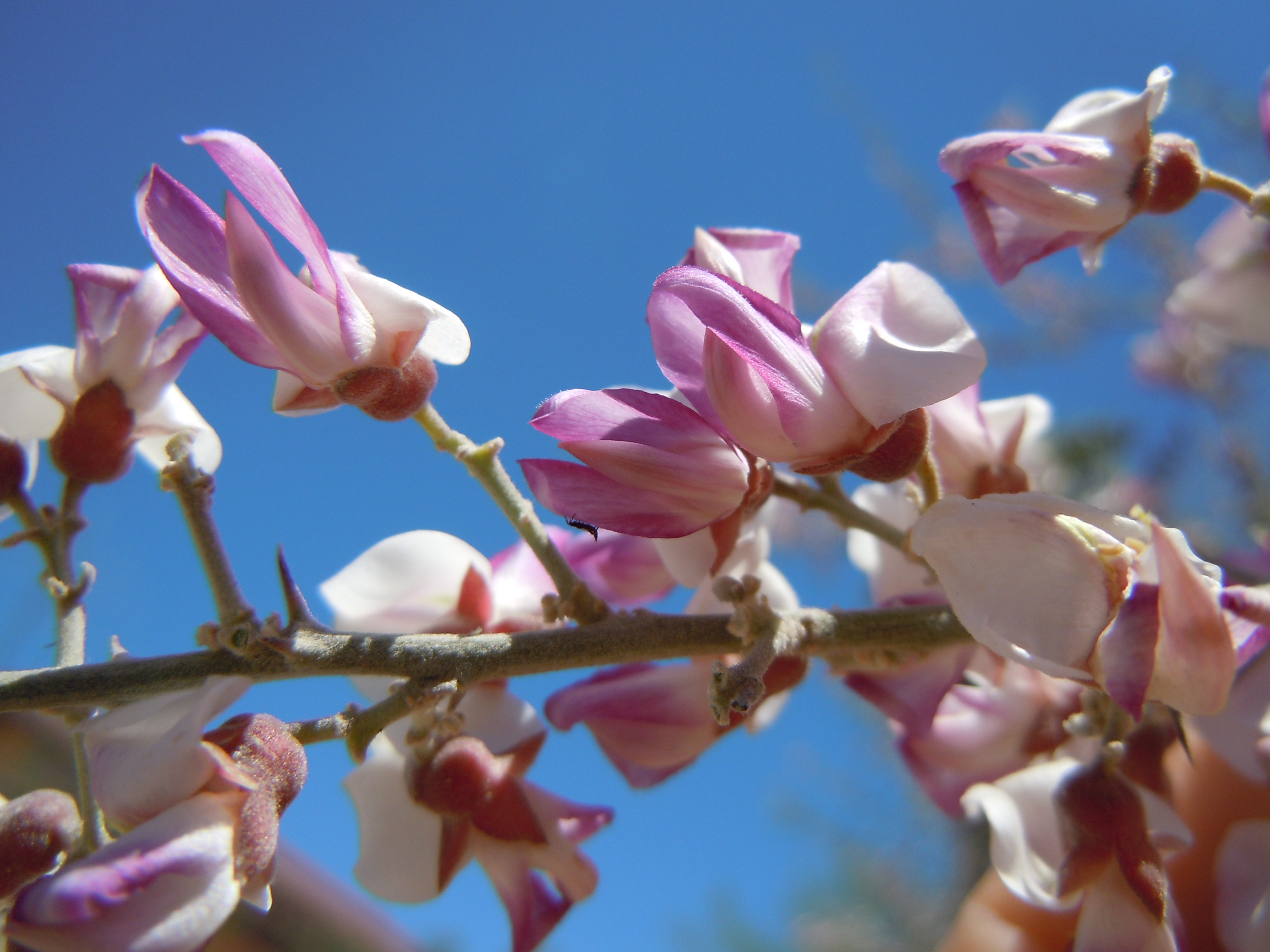

## Estado de conservación.
Actualmente, en México está considerada en la categoría de Especie Sujeta a Protección Especial por SEMARNAT NOM 059.

## Nombres comunes
- Palo de hierro, palo fierro, tesota, tésota, uña de gato, árbol de hierro, árbol del hierro (en español).
- Desert ironwood, ironwood (en inglés).[1]